# Dumalag
Dumalag è una municipalità di quarta classe delle Filippine, situata nella Provincia di Capiz, nella Regione del Visayas Occidentale.
Dumalag è formata da 19 baranggay:
- Concepcion
- Consolacion
- Dolores
- Duran
- Poblacion
- San Agustin
- San Jose
- San Martin
- San Miguel
- San Rafael
- San Roque
- Santa Carmen
- Santa Cruz
- Santa Monica
- Santa Rita
- Santa Teresa
- Santo Angel
- Santo Niño
- Santo Rosario